# Posidonia australis
Posidonia australis ist eine in den südlichen, östlichen und westlichen Gewässern Australiens vorkommende Seegrasart aus der Gattung der Neptungräser.
Nach Angaben der University of Western Australia ist eine auf das Alter von 4.500 Jahren geschätzte Posidonia australis in der Shark Bay an der Westküste Australiens mit einer Länge von 180 km die flächenmäßig größte Pflanze der Welt. Allerdings setzen die Forscher bei dieser Lesart Pflanzen mit gleichem Erbgut (Klone) mit einer einzigen Pflanze gleich.
In der zugehörigen wissenschaftlichen Arbeit schreiben die Autoren denn auch nur vom „größten bekannten Beispiel eines Klons“ („largest known example of a clone“). 

## Beschreibung

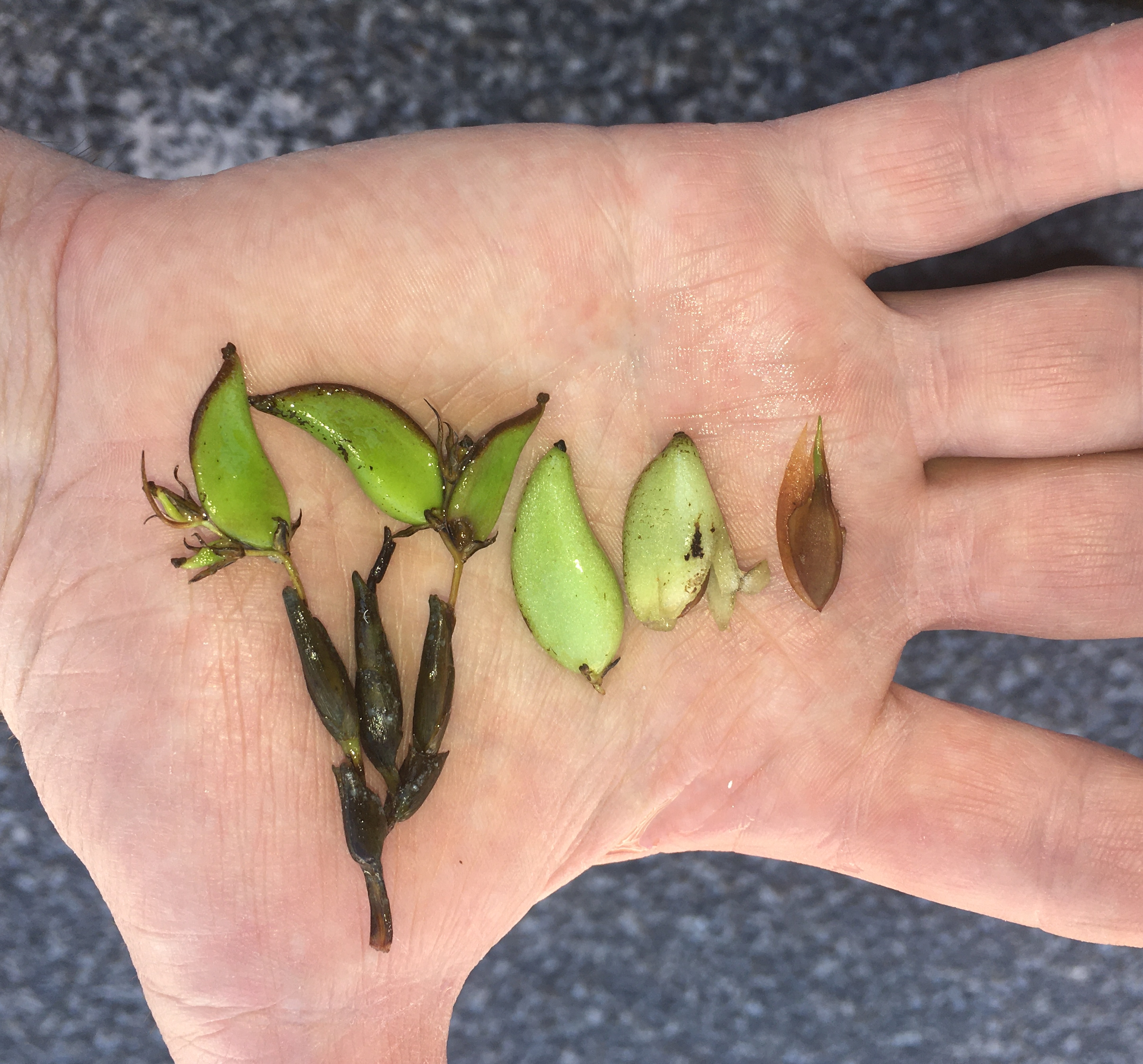
Links: Unreife Früchte, noch mit Verbindung zum Pflanzenstiel
Mitte-Rechts: reife Früchte, die vom restlichen Teil der Pflanze gelöst sind und Samen freisetzen
Rechts: Samen

Posidonia australis kommt in Tiefen von 1–15 Metern vor und gedeiht auf weißem Sand. Unter der Bodenoberfläche liegende Rhizome und Wurzeln sorgen für Stabilität im Sand. Aufrechte Rhizome und Blätter reduzieren die Ansammlung von Schlick.
Die Blätter sind bandförmig und 11–20 mm breit. Sie sind leuchtend grün und werden vermutlich mit zunehmendem Alter braun. Das Ende des Blattes ist abgerundet.
Die Art ist einhäusig. Die Blüten entstehen an kleinen Ähren an blattlosen Stielen; zwei Hochblätter an jedem Ähr. Die Pflanze bestäubt durch Hydrophilie, indem sie sich im Wasser verteilt.
Die Reproduktion von Posidonia australis erfolgt unter extremen Bedingungen durch ungeschlechtliche Vermehrung.
Eine Studie aus dem Jahr 2013 zeigte, dass Posidonia australis Kohlenstoff 35-mal effizienter binden kann als Pflanzen aus dem tropischen Regenwald.

## Verbreitung

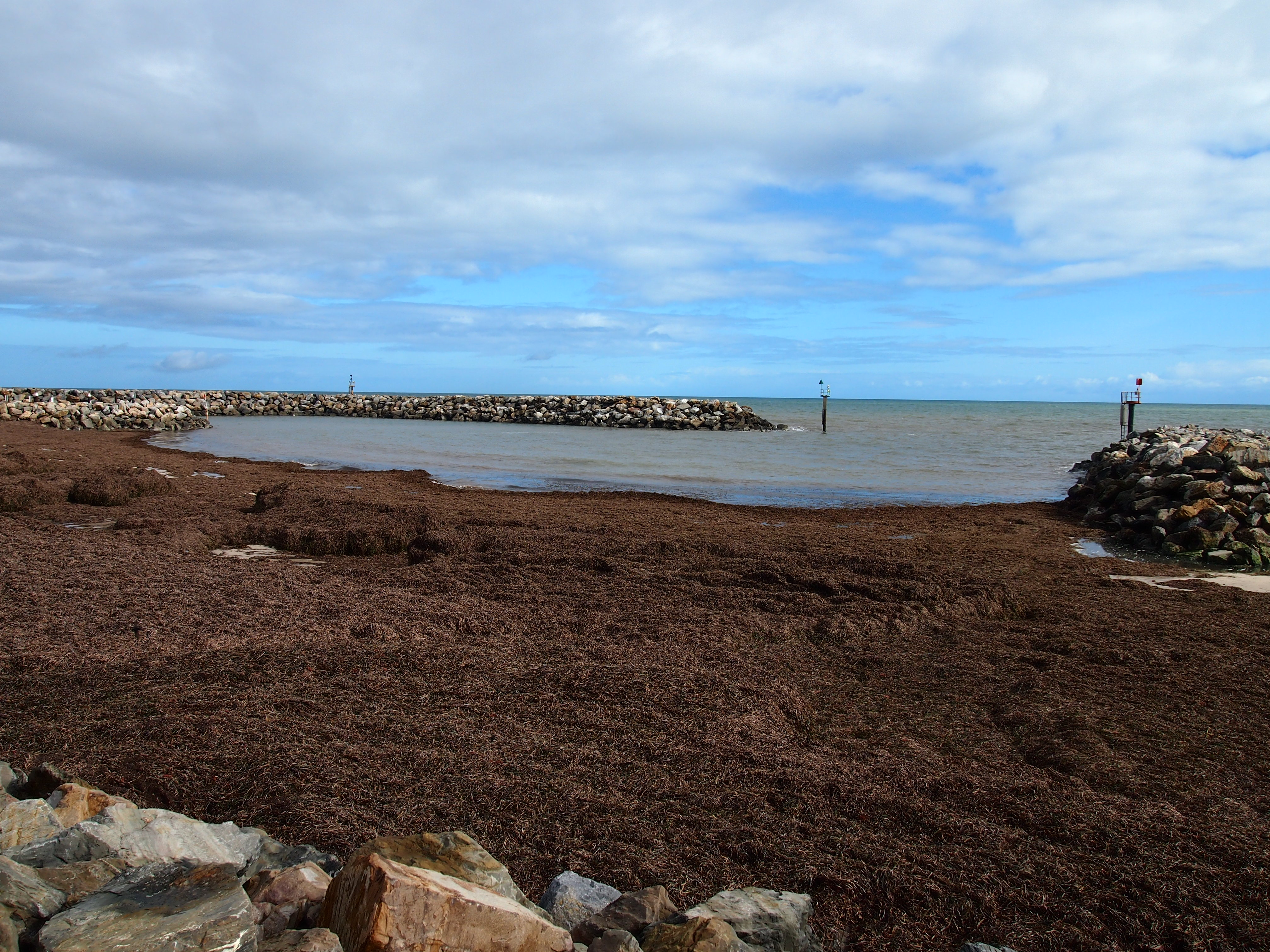
Ansammlung von P. australis in West Beach, Südaustralien

Die Posidonia australis kommt vor allem in Gewässern rund um die Südküste Australiens vor. In Westaustralien kommt er in der Region Shark Bay vor, um die Inseln der Houtman Abrolhos und südlich entlang der Küste der Swan Coastal Plain. Posidonia australis wird am Rand der Esperance Plains, dem Recherche-Archipel, an der Südküste der Südwestregion nachgewiesen. Das Verbreitungsgebiet erstreckt sich nach Osten bis zu den Küstengebieten von New South Wales, Südaustralien, Tasmanien und Victoria.
Ein Zeichen für das Vorkommen von Neptungräsern ist das Vorhandensein von Massen zerfallender Blätter an Stränden, die faserige Kugeln bilden.
Im Juni 2022 wurde berichtet, dass Gentests ergaben, dass Proben von Posidonia australis, die von einer Wiese in der Shark Bay in einem Abstand von bis zu 180 Kilometern entnommen wurden, alle von einem einzigen Klon derselben Pflanze stammten. Die Anlage bedeckt eine Meeresbodenfläche von rund 200 Quadratkilometern und wäre damit die größte bekannte Pflanze der Welt. Es wird angenommen, dass diese mindestens 4.500 Jahre alt ist und auf diese Größe gewachsen ist, indem es Rhizome verwendet hat, um neue Teile des Meeresbodens zu besiedeln.

## Taxonomie
Die Posidonia australis gehört zur Familie der Posidoniaceae, einer der acht in Australien vorkommenden Neptungräser. Die einzige andere Art außerhalb Australiens, Posidonia oceanica, kommt im Mittelmeer vor. Der Gattungsname Posidonia bezieht sich auf den Gott der Meere (Poseidon). Das Epitheton australis bezieht sich auf den Ort der Verbreitung.
Die Posidonia australis wurde erstmals vom englischen Botaniker Joseph Dalton Hooker in Flora Tasmaniae beschrieben.

## Gefährdung
Die IUCN listet die Posidonia australis als „potenziell gefährdet“ auf. Die Posidonia australis-Wiesen in New South Wales sind seit 2015 als „gefährdete ökologische Gemeinschaft“ eingestuft.